# Sun Baoguo
Sun Baoguo (孙宝国, nascimento 28 de fevereiro de 1961) um académico da CAE. O Dr. Sun é Vice-Presidente da Universidade de Economia e Tecnologia de Pequim.
Prof. Sun Baoguo um famoso em especiarias e dedica-se à investigação química das especiarias e sabor da carne.

## References
1. ↑  «孙宝国教授简介». Consultado em 28 de dezembro de 2010
2. ↑  «新当选院士孙宝国：向黄金价的香料说"不"». Consultado em 28 de dezembro de 2010
3. ↑  «Aditivos Alimentares e Segurança Alimentar na China». Consultado em 28 de fevereiro de 2012
4. ↑  «孙宝国». Consultado em 28 de dezembro de 2010